# Bep van Klaveren
Lambertus Bep van Klaveren (26. september 1907 i Rotterdam – 12. februar 1992) var en nederlandsk bokser som deltog i de olympiske lege 1928 i Amsterdam.
Van Klaveren blev olympisk mester i boksning under OL 1928 i Amsterdam. Han vandt en guldmedalje i vægtklassen fjervægt. I finalen besejrede han argentinske Víctor Peralta. Der var 18 boksere fra 18 lande som stillede på i konkurrencen som blev afholdt fra den 7. til 11. august 1928.

## Galleri
- Bep van Klaveren i Rotterdam.
- Bep van Klaveren 1935.
- Bep van Klaveren og Kid Pompeij i Amsterdam 15 feb 1954.
- Bep van Klaveren 1982.